# Naunet Fluctus
Il Naunet Fluctus è una struttura geologica della superficie di Venere.